# Sergio Massa

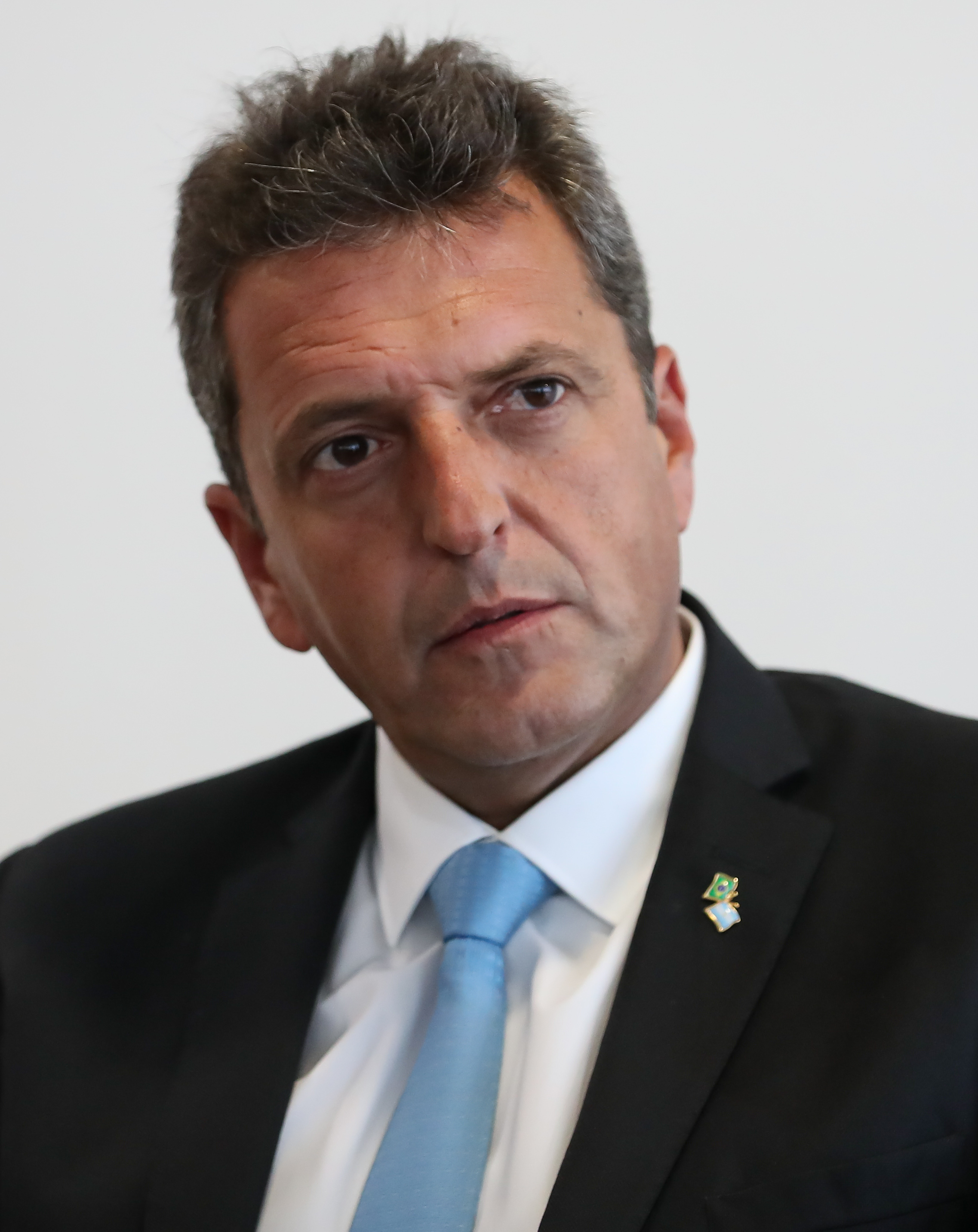
Sergio Massa (2020)

Sergio Tomás Massa ([seɾxjo ˈma:ssa] ; * 28. April 1972 in Buenos Aires) ist ein argentinischer Politiker Von Juli 2008 bis Juli 2009 war er Kabinettsminister unter Cristina Fernández de Kirchner. Seit 2013 führt er die peronistisch ausgerichtete Partei Frente Renovador an. Nach der Wahl 2019 bis zum Antritt als Wirtschaftsminister war er Vorsitzender des Unterhauses (Cámara de Diputados). Von August 2022 bis Dezember 2023 war er Wirtschaftsminister im Kabinett Fernández.

## Leben
Sergio Massa studierte Jura an der Universität Belgrano, verließ diese aber ohne Abschluss. Er heiratete anschließend Malena Galmarini, Tochter von Fernando Galmarini, ehemaliger Sportminister Argentiniens unter Präsident Carlos Menem. Im Januar 2002, während der argentinischen Wirtschaftskrise, wurde er zum Leiter der argentinischen Sozialversicherung berufen. Er sorgte für eine Erhöhung des Rentenniveaus, was ihm politische Reputation einbrachte.

## Politik
Massa engagierte sich zunächst in der liberal-konservativen Unión de Centro Democrático, die in den 1990ern mit dem neoliberalen Flügel des Partido Justicialista unter Carlos Menem fusionierte. Im Jahr 1999 wurde Massa für den Partido Justicialista Provinzabgeordneter von Buenos Aires.
Bei den Wahlen 2005 errang Massa auf der Liste der Frente para la Victoria des damaligen Präsidenten Nestor Kirchner einen Sitz im Abgeordnetenhaus. Auf Bitten des Präsidenten verzichtete er aber auf diesen Sitz, um Leiter der Sozialversicherung bleiben zu können.
Am 10. Dezember 2007 wurde Massa zum Bürgermeister von Tigre gewählt.

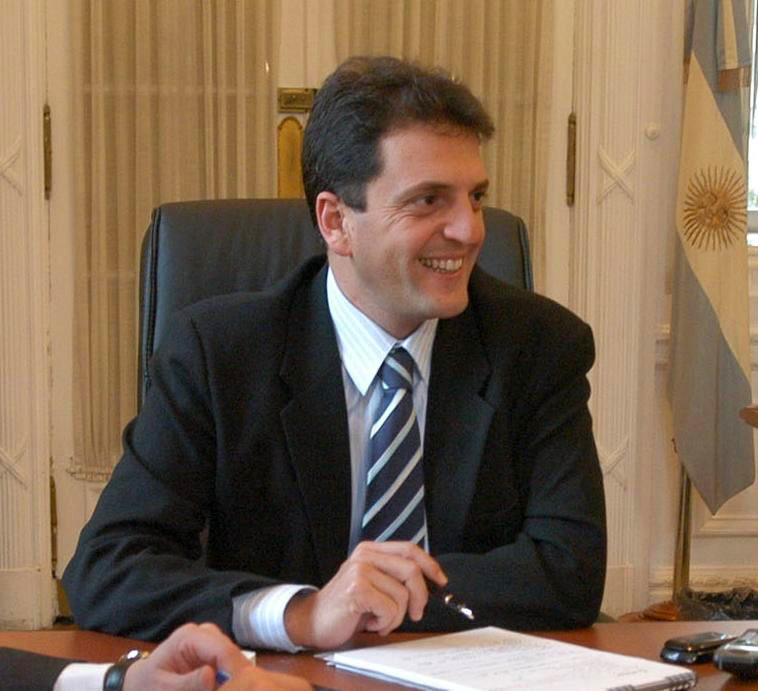
Sergio Massa (2008)

Nach einer Abstimmungsniederlage im Juli 2008 entließ Präsidentin Cristina Fernández de Kirchner ihren Kabinettschef Alberto Fernández und gab diesen Posten an Sergio Massa. Dieser musste dafür sein Amt als Bürgermeister ruhen lassen. Nach den – für die Frente para la Victoria enttäuschend verlaufenen – Zwischenwahlen im Juli 2009 trat Massa als Kabinettschef zurück und arbeitete fortan wieder als Bürgermeister von Tigre. Seitdem positionierte er sich als Opposition zu Cristina Kirchner und prangerte wiederholt ihre Korruptionsskandale an.
Bei den Wahlen zum Abgeordnetenhaus 2013 trat Massa mit seiner eigenen Liste Frente Renovador an und stellte sich damit auch gegen Kirchners Frente para la Victoria. Auf Anhieb gelang es ihm dabei in der größten Provinz des Landes – Buenos Aires – die meisten Stimmen zu erringen. Er blieb Abgeordneter bis 2017. Bei den Präsidentschaftswahlen 2015 trat er für das neu gegründete Bündnis Una nueva Alternativa an und holte im ersten Wahlgang 21,4 % der Stimmen. Als Drittplatzierter hinter Daniel Scioli und Mauricio Macri erreichte er damit nicht die Stichwahl, unterstützte jedoch Macri.
2017 kandidierte er erfolglos für einen Posten im Senat. 2019 wendete er sich wieder dem Peronismus zu und beschloss sich mit der Frente Renovador dem Wahlbündnis Frente de Todos anzuschließen und die letztendlich siegreiche Kandidatur von Alberto Fernández und Cristina Fernández zu unterstützen. Der Deal bestand darin, dass er trotz früherer Animositäten Kirchner unterstützen würde, um seinerseits Vorsitzender des Unterhauses (Cámara de Diputados) zu werden, was er auch von Dezember 2019 bis Juli 2022 war. Im Juli 2022 wurde er zum Minister für Wirtschaft im Kabinett Fernández ernannt, ein Amt, das er am 3. August 2022 antrat, wobei er zusätzlich auch die Ressorts Produktion und Landwirtschaft übernahm. Er behielt das Amt bis Dezember 2023. Während seiner Amtszeit gelang es ihm nicht, das massivste Problem der argentinischen Wirtschaft, die Inflation, in den Griff zu bekommen. Diese lag im Herbst 2023 bei 138 %.
Sergio Massa kandidierte für die peronistische Koalition Unión por la Patria bei den Präsidentschaftswahlen 2023. Die erste Runde gewann er mit 36 % der Stimmen überraschend gegen den libertären Populisten Javier Milei. In der Stichwahl vom 23. Oktober 2023 verlor Massa mit 44,30 % der Stimmen gegen Milei mit 55,69 %.

## Politische Einordnung
Massa wird als pragmatischer Politiker eingeschätzt, was ihm gleichzeitig die Kritik einbrachte, häufiger seine politischen Allianzen zu ändern. Im Rahmen des Peronismus gilt er als eher liberal und konservativ.